# 乌济伊
乌济伊（法語：Ouzilly，法語發音：[uziji]）是法国新阿基坦大区维埃纳省的一个市镇，位于该省中北部，属于沙泰勒罗区。

## 地理
乌济伊（46°46'35"N, 0°21'42"E）面积10.63 平方千米，位于法国新阿基坦大区维埃纳省，该省份为法国中西部省份，北起曼恩-卢瓦尔省和安德尔-卢瓦尔省，西接德塞夫勒省，南至夏朗德省，东南接上维埃纳省，东临安德尔省。
与乌济伊接壤的市镇（或旧市镇、城区）包括：朗克卢瓦特尔、圣热内当比耶尔、斯科尔贝-克莱尔沃、蒂拉若、若奈-马里尼。

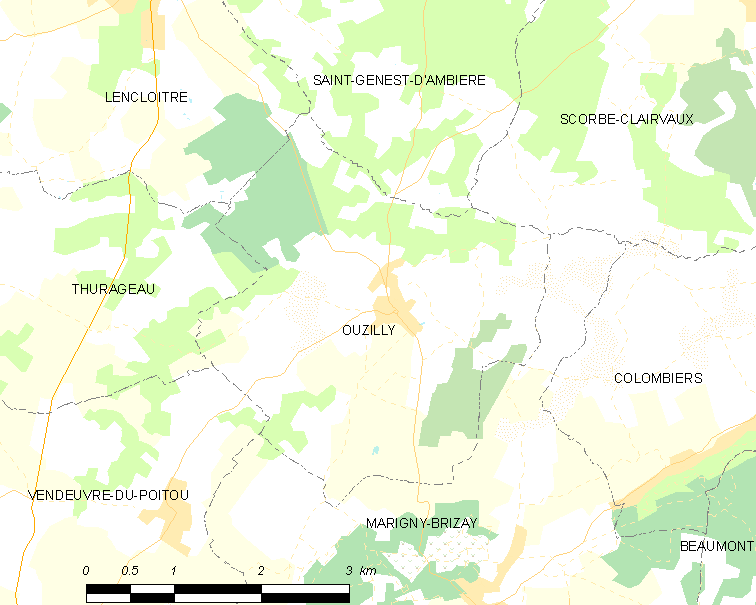
乌济伊的OSM定位图

乌济伊的时区为UTC+01:00、UTC+02:00（夏令时）。

## 行政
乌济伊的邮政编码为86380，INSEE市镇编码为86184。

## 政治
乌济伊所属的省级选区为沙泰勒罗第一县。

## 人口

1962-2008年间乌济伊人口变化图示

乌济伊于2022年1月1日时的人口数量为954人。